# Woodlesford
Woodlesford – wieś w Anglii, w hrabstwie ceremonialnym West Yorkshire, w dystrykcie metropolitalnym Leeds. Leży 9 km na południowy wschód od centrum miasta Leeds i 265 km na północ od Londynu.